# Milan Heča
Milan Heča (Krumvíř, 23 marzo 1991) è un calciatore ceco, portiere dello Slovácko.

## Palmarès

### Club

#### Competizioni nazionali
- Campionato ceco: 1

Sparta Praga: 2022-2023
- Coppa della Repubblica Ceca: 1

Sparta Praga: 2019-2020